# Санчес, Эрвин
Э́рвин Са́нчес Фре́кинг (исп. Erwin Sánchez Freking ; род. 19 октября 1969[…], Санта-Крус-де-ла-Сьерра) — боливийский футболист, полузащитник, тренер. Выступал за сборную Боливии, проведя в общей сложности 57 матчей. Серебряный призёр Кубка Америки 1997. Забил единственный мяч в истории сборной Боливии на чемпионатах мира.

## Биография
Участник чемпионата мира 1994 года. Участник Кубка Америки 1989, 1991, 1993, 1997, 1999. Участник Кубка конфедераций 1999.
C 2007 по 2009 год возглавлял сборную Боливии. Известен в Боливии по прозвищу «Платини», за манеру игры и за то, что Эрвин любил, как и Мишель Платини играть с приспущенными гетрами.
В 2012 году возглавлял клуб «Ориенте Петролеро». В 2015 году работал в «Блуминге». Затем возглавил «Боавишту».

## Титулы и достижения
В качестве игрока
- Чемпион Боливии (2): 1988, 2004 (Клаусура)
- Чемпион Португалии (2): 1990/91, 2000/01
- Вице-чемпион Кубка Америки (1): 1997
- Футболист года в Боливии (1): 1994

В качестве тренера
- Обладатель Кубка Сине Сентер (1): 2015